# Les Cunningham
Leslie Roy Cunningham (Calgary, 4 ottobre 1913 – Calgary, 9 aprile 1993) è stato un hockeista su ghiaccio e allenatore di hockey su ghiaccio canadese che giocò in NHL e AHL in particolare con la maglia dei Cleveland Barons.

## Carriera
La carriera giovanile di Cunningham si divise fra la città natale di Calgary con i Jimmies e i Regina Pats, prendendo parte a due edizioni della Memorial Cup, mentre l'esordio frai senior giunse nella stagione 1933-1934 nella lega del Saskatchewan.
Il salto di qualità giunse con l'approdo nella International Hockey League con la maglia dei Buffalo Bisons per due stagioni fino allo scioglimento della lega giunto nel 1936. Quell'anno allora Cunningham si trasferì nella International-American Hockey League dai Cleveland Barons e subito nella stagione 1936-1937 ebbo modo di esordire anche in National Hockey League disputando una ventina di incontri con i New York Americans.
Dopo la prima Calder Cup vinta con i Barons nel 1939 Cunningham giocò per la seconda e ultima volta in NHL nella stagione 1939-1940 con i Chicago Blackhawks per poi fare subito ritorno a Cleveland. In I-AHL, divenuta nel 1940 solo AHL, Cunningham emerse subito come uno dei giocatori più forti e importanti, capace di mantenere una media superiore al punto a partita. Nelle sette stagioni dal 1940-41 al 1946-47 vinse altri due titoli e venne incluso per cinque volte nell'All-Star Team della lega.
Al momento del suo addio alla AHL, nel 1947, Cunningham risultava essere il miglior marcatore nella storia della lega e per questo motivo il premio creato proprio quell'anno e assegnato al Most Valuable Player della lega prese il suo nome, il Les Cunningham Award. Si ritirò due anni più tardi dopo aver giocato nella Pacific Hockey League e dopo alcune brevi esperienze in panchina.
Una volta ritiratosi fece ritorno a Calgary svolgendo per diversi anni lo scout. Cunningham morì nel 1993 a 79 anni di età, e nel 2009 entrò a far parte della AHL Hall of Fame.

## Palmarès

### Club
- Calder Cup: 3

Cleveland: 1938-1939, 1940-1941, 1944-1945

### Individuale
- AHL Hall of Fame: 1

2009
- AHL First All-Star Team: 1

1941-1942
- AHL Second All-Star Team: 4

1940-1941, 1942-1943, 1943-1944, 1944-1945